# Radivoj Ostojić
Radivoj Ostojić (– Jajce, lipnja 1463.), bosanski protukralj od 1432. do 1435. godine. Bio je nezakoniti sin kralja Stjepana Ostoje. Iz vladarske je kuće Kotromanića.

## Vladavina
Poslije smrti zakonitog polubrata Stjepana Ostojića 1421. godine, neuspješno je polagao pravo na prijestolje kao protivnik strica Tvrtka II. Oko 1433. proglasio se bosanskim kraljem uz podršku Osmanlija, no većina plemstva nije ga priznala te je 1435. godine izgubio svaku podršku u zemlji i odrekao se vlasti.
Poslije smrti Tvrtka II. 1443. godine, bosanskim kraljem je proglašen Radivojev mlađi brat Stjepan Tomaš. Prema predaji, predzadnji bosanski kralj Stjepan Tomaš pobratimio se, pomiješavši krv, s turskim carem Mehmedom II. Po nagovoru ugarskoga kralja Matije Korvina, Tomašov sin Stjepan i brat Radivoj podmuklo su u Bilaju kod Ključa udavili kralja Tomaša.
U svibnju 1463. godine nakon pada kraljevskog grada Bobovca, s kraljem Stjepanom Tomaševićem iz Jajca je pobjegao u utvrdu Bilaj kod Ključa. Osmanlije su opsjeli ključ i na prijevaru zarobili Radivoja i kralja. Radivoju su odrubili glavu. Kralju Tomaševiću obećali i potpisali da će nastaviti vladati kako je vladao pod uvjetom da obiđe sve gradove u Bosanskom Kraljevstvu i zapovjedi da se bez borbe predaju.

### Legenda o Radivojevim kćerkama
U Jajcu je živa predaja po kojoj ban Radivoj prije bježanja iz Jajca u jednu pećinu sakrio svoje kćeri kako ne bi pale u ruke Turcima. Pod pećinom je duboki ponor. Kada je Radivoj s kraljem zarobljen, Turci su ušli u skrovište djevojaka htijući ih uhvatiti. Djevojke, da se izbave turskog sužanjstva i sramote, skočile su u ponor te tako poginuše. Od toga se vremena još i danas širi oko pećine i ponora miomiris ruža.

## Vanjske povezice
| Prethodnik: | Bosanski protukralj 1433. – 1435. | Nasljednik: |
| Tvrtko II.  | Bosanski protukralj 1433. – 1435. | Tvrtko II.  |